# Hadik-huszárezred

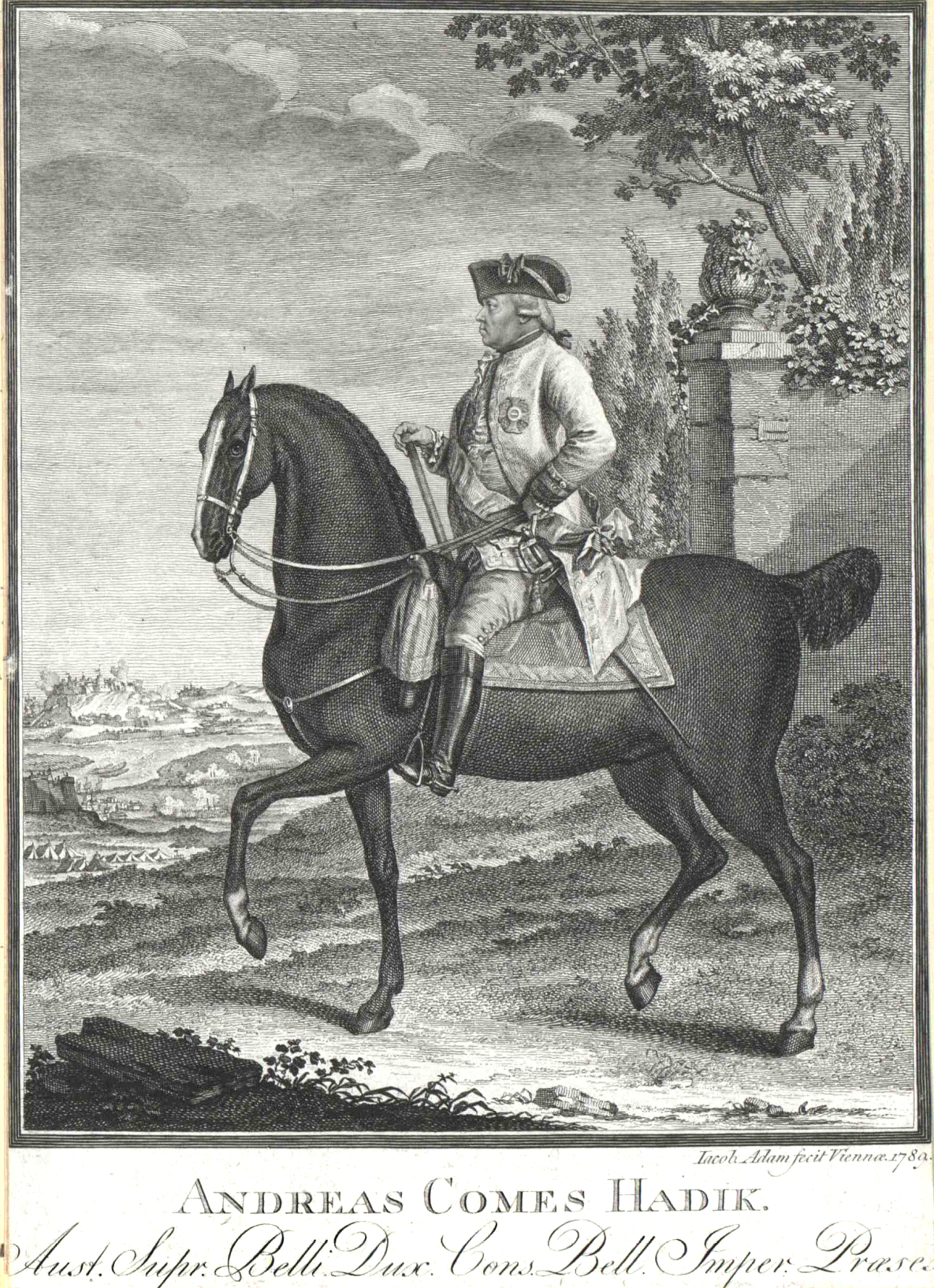
Hadik András magyar huszártábornok (1789)

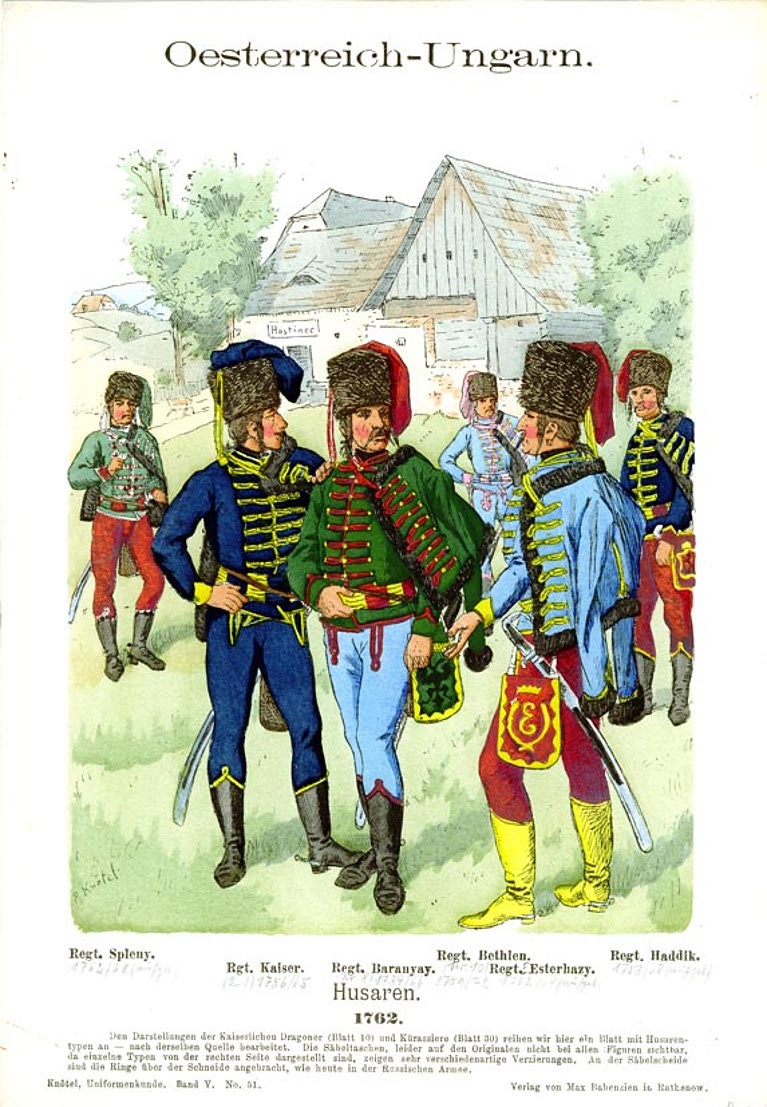
Spleny, Kaiser, Baranyay, Bethlen, Esterházy és Hadik huszár 1762

A Hadik-huszárezred Mária Terézia egyik huszárezrede volt, melynek ezredtulajdonosa Hadik András magyar huszártábornok volt. A huszárezred 1750-től 1760-ig létezett.

## Története
1757. október 16-án a Hadik-huszárezred és a Baranyay-huszárezred bevonult Poroszország fővárosába, Berlinbe, melyet egy napon keresztül a megszállásuk alatt tartottak. Hadik Andrást tettért a Katonai Mária Terézia-rend nagykeresztjét kapta. A várost mindössze hat nap alatt érte el a magyar huszársereg, ami azt jelenti, hogy a körülbelül 450 kilométeres távot napi 70-80 km megtételével gyűrték le. A lovasság a gyalogságot egyesével, saját lovain szállította az ellenséges területen. A területre való eljutást rejtett, éjszakai menetekkel oldották meg, ami biztosította számukra a szinte észrevétlen haladást. A városhoz érve a város átadását és hadisarc megfizetését követelték, melyet a város vezetése nem volt hajlandó kifizetni. Miután a huszárezred vezetője a tüzérséggel a város főkapuját szétzúzta, a város vezetése kötélnek állt és kénytelen volt megfizetni a 215 000 talléros hadisarcot. A városban a huszárezred 425 porosz hadifoglyot ejtett el. A várost mindössze egyetlen napig tartották megszállás alatt, majd erőltetett menetben visszatértek a sziléziai frontvonalra. A visszatérés során szintén megsarcolták Frankfurt an der Oder városát. Veszteségük az út során többször is rájuk támadó porosz seregektől, mindössze 88 ember és 57 ló volt.

## Ruházatuk
A Hadik-huszárok sötétkék zubbonyt viseltek, valamint piros színű nadrágot és piros tarsolyt, melybe Hadik András címere volt hímezve.